# Ніжинські лабораторії скануючих пристроїв

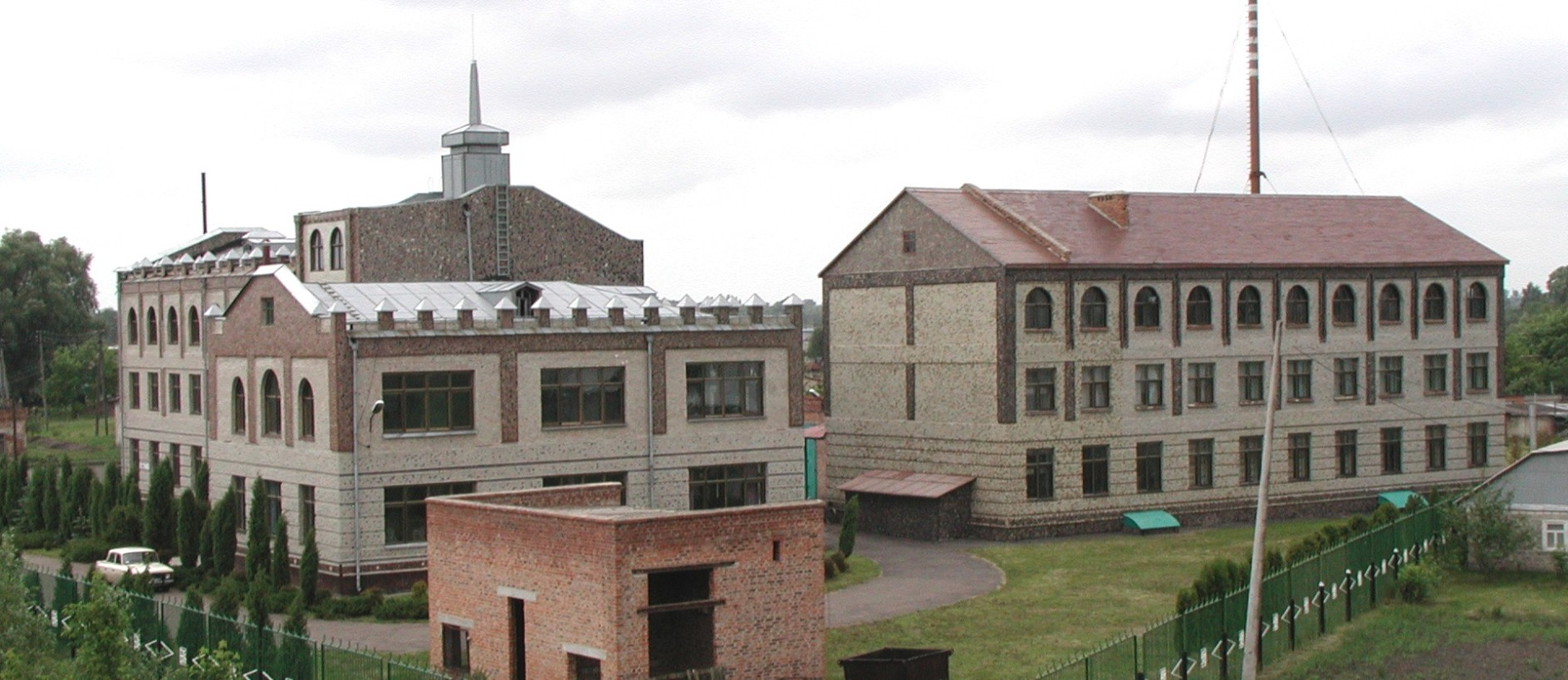
Будівлі приладобудівного виробництва ТОВ «НЛСП». Ніжин. 1997 р.

Ніжинські лабораторії скануючих пристроїв (англ. Nizhyn Laboratories of Scanning Devices) — виробник у сфері оптико-електронного приладобудування, зокрема, лазерних медичних апаратів та навчальних приладів, одне із небагатьох високотехнологічних підприємств України, створене за роки незалежності що називається «з нуля», котре збудувало власну лабораторно-виробничу базу, встановило необхідне технологічне обладнання, створило команду кваліфікованих спеціалістів, здійснило розробку та налагодило виробництво лазерного, оптичного та голографічного обладнання. 

## Історія
Товариство з обмеженою відповідальністю «Ніжинські лабораторії скануючих пристроїв» (ТОВ «НЛСП») засновано у 1991 році з метою задоволення потреб користувачів в оптико-електронних виробах на основі лазерів та оптичних дефлекторів — пристроїв для управління оптичним променем у просторі. Форма власності — приватна, незалежна.
Шляхом самофінансування введено в експлуатацію власний триповерховий лабораторний (1995) та лабораторно-виробничий (1998) корпуси загальною площею приміщень 3312 м2, встановлено технологічне обладнання, створено команду кваліфікованих спеціалістів, здійснено розробку та налагоджено серійне виробництво лазерного, оптичного та голографічного обладнання. Значна частина деталей та вузлів точної оптики та механіки виготовлялася у дослідних лабораторіях: голографічній, вакуумного напилення, оптичній та хімічній. Використання оптичних дефлекторів дозволило отримати нові корисні властивості лазерного випромінювання й розширити можливості його застосування в терапії та хірургії.

На новоствореному підприємстві отримала собі роботу значна частина колишніх працівників Ніжинського заводу «Прогрес», що тоді практично зупинив виробництво і скорочував робочі місця — за успіхи чи невдачі керівників працівники, зазвичай, голосують ногами. Розповідали, тодішній керівник заводу «Прогрес» на нарадах відчитував своїх підлеглих: «Мали б ви хист, вже давно б працювали у лабораторіях». Це було своєрідним визнанням успішної конкуренції новоствореного підприємства з гігантами командної економіки.

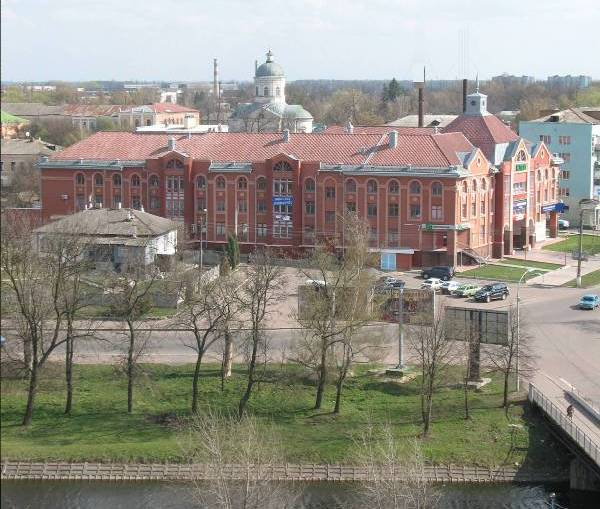
Технологічний корпус ТОВ «НЛСП». Ніжин. 2007 р.

У 1994 році до складу підприємства, персонал якого налічував близько 100 працівників, шляхом приватизації увійшов Ніжинський завод гумово-технічних виробів зі своїми 300 працівниками. Виробнича база й технології на заводі були застарілі, і хімічне виробництво завдавало здоров'ю працівників неабиякої шкоди, від частини технологічних процесів довелося відмовитись, інші виробництва після капітального ремонту будівель та модернізації обладнання були відновлені. У середмісті Ніжина ветхі будівлі хімічного виробництва були знесені, і у 2006 році споруджена будівля Технологічного корпусу з приміщеннями лабораторій, офісу, конференц-залу, банку, ресторану та готелю загальною площею 4900 м2.
З 2006 року на підприємстві розробляються технології для виробництва, транспортування, накопичення та розподілу електричної й теплової енергії з відновлюваної енергії потоків води, вітру та випромінювання Сонця.Досліджуються технології і конструкції безгреблевих гідроелектростанцій, зокрема, безгреблевих гідроелектростанцій на основі напівзанурених гідротурбін й безгреблевих гідроелектростанцій на основі занурених гідротурбін. Розробляються технології та математичні моделі вітротурбінних гідроакумулювальних електростанція й вітротурбінних гідроакумулювальних електростанцій на основі руслово-греблевої ГЕС. Досліджуються технології  та системи теплопостачання з відновлюваних джерел енергії, вивчаються практичні схеми побудови вітротурбінних теплоелектростанцій, у тому числі, багатосекційних вітротурбінних теплоелектростанцій, вітротурбінних систем енергопостачання зерносховищ, бітротурбінних систем енергопостачання теплиць, вітротурбінних систем енергопостачання фрукто-овочесховищ тощо

Розробляються технології та системи відновлюваної енергії нового покоління: молекулярні гідроенергетичні та вітроенергетичні системи виробництва електричного струму а також когерентні (лазерні) системи сонячної енергетики.

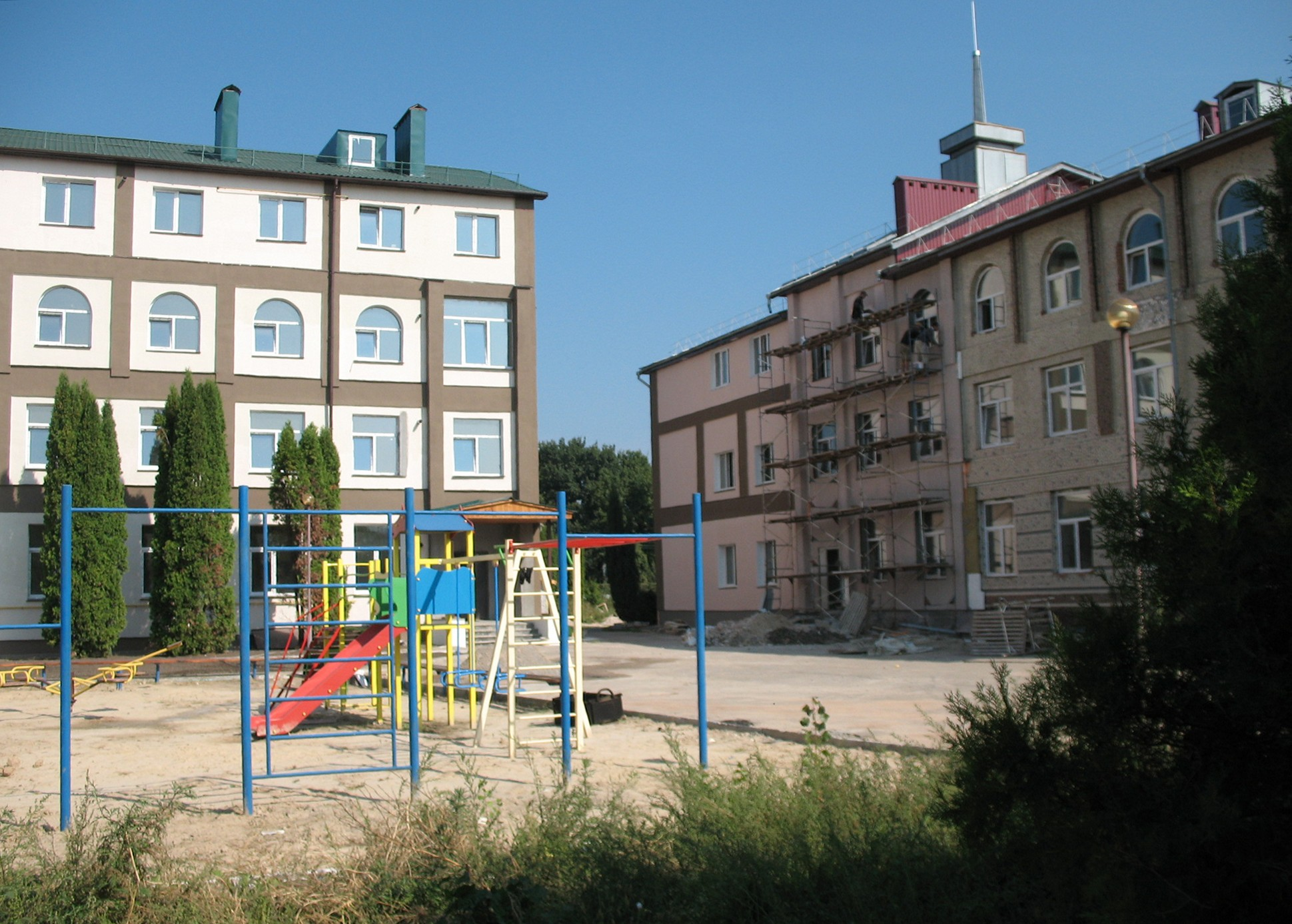
Колишні лабораторний та лабораторно-виробничий корпуси ТОВ «НЛСП», переоблаштовані у житлові будинки. Ніжин. 2017 р.

Для залучення можливостей Технологічного корпусу товариство взяло в одному з комерційних банків позику. і отримало значні проблеми. На вимогу кредитодавця відсоткова ставка за користування коштами кредиту протягом півроку два рази збільшувалася, що поставило підприємство у важкий фінансовий стан. У червні 2011 року кредиторами було порушено провадження у справі про банкрутство. На початку третьої декади липня 2011 року група осіб з комерційного банку захопила Технологічний корпус Ніжинських лабораторій й заволоділа не тільки заставою, але і усім майном підприємства. Згодом майно було розтягнуте чисельними структурами при судовій системі — державною виконавчою службою, арбітражними керуючими, нотаріальними конторами, спеціалізованими організаціями для проведення аукціонів тощо. Неодноразові звернення товариства до органів місцевої та державної влади з проханням захисту залишилися без реагування. Михайло Чечетов, у той час народний депутат і куратор Чернігівської області від своєї фракції, на жалобу про рейдерське захоплення Технологічного корпусу, який підприємство збудувало власними силами, порадив: «От і напишіть Президенту Віктору Януковичу про те, що ви збудували завод власними силами, так, як це зробив Рінат Ахметов, збудувавши Донбас-арену». Пропозиції керівництва підприємства про створення на його базі Національної лабораторії відновлюваної енергії або ж науково-навчального центру Ніжинського державного університету імені Миколи Гоголя (м. Ніжин) також не знайшли підтримки.
У травні 2013 року ухвалою Господарського суду Чернігівської області прийнято рішення визнати боржника банкрутом, відкрити ліквідаційну процедуру. Розтягування майна підприємства продовжувалося ще чотири роки. Будівлі приладобудівного виробництва «переможцями» аукціонів були переоблаштовані у житлові багатоквартирні будинки. Схожа доля спіткала і будівлю Технологічного корпусу у середмісті Ніжина.

## Продукція

### Лазерна сканувальна медична апаратура
- Сканер медичний СМ-1 (1991 р.) — лазерний терапевтичний апарат на основі гелій-неонового (He-Ne) лазера червоного випромінювання з довжиною хвилі 0,6328 мкм та двохкоординатногооптичного дефлектора для низькоінтенсивної лазерної терапії та дерматології
- Сканер медичний СМ-2 (1992 р.) — портативний лазерний терапевтичний апарат на основі гелій-неонового (He-Ne) лазера червоного випромінювання з довжиною хвилі 0,6328 мкм та двохкоординатного оптичного дефлектора для низькоінтенсивної лазерної терапії та дерматології
- Сканер медичний СМ-3 (1992) — лазерний терапевтичний апарат на основі напівпровідникового гетероструктурного лазерного діода інфрачервоного випромінювання з довжиною хвилі 0,81…0,83 мкм, двохкоординатного оптичного дефлектора та телевізійної системи візуалізації інфрачервоного зображення для низькоінтенсивної лазерної терапії та дерматології
- Сканер медичний СМ-4 (1993) — лазерний офтальмологічний терапевтичний апарат на основі гелій-неонового (He-Ne) лазера червоного випромінювання з довжиною хвилі 0,6328 мкм та двохкоординатного оптичного дефлектора для лікування макулодистрофії, диплопії, амбліопії, глаукоми, запальних процесів у тканинах переднього та заднього відрізків ока, загноєнь та ерозії рогівки ока тощо.
- Сканер медичний СМ-5 (1993) — лазерний офтальмологічний терапевтичний апарат на основі гелій-неонового (He-Ne) лазера червоного випромінювання з довжиною хвилі 0,6328 мкм та двохкоординатного оптичного дефлектора для лікування макулодистрофії, диплопії, амбліопії, глаукоми, запальних процесів у тканинах переднього та заднього відрізків ока, загноєнь та ерозії рогівки ока, косоокості тощо.
- Лазерний офтальмологічний мікрохірургічний апарат СМ-2001 (1999) на базі Nd:YAG- або Но:YAG–лазера з модуляцією добротності для малоінвазивної іридотомії при лікуванні деяких різновидів глаукоми та лазерної дисцизії вторинних плівкових катаракт
- Офтальмокоагулятор лазерний СМ-2000 (1999) на основі потужного напівпровідникового інфрачервоного GaAlAs-лазера для лікування периферичної дегенерації сітківки, відшарування сітківки, макулярних розривів, діабетичної ретинопатії, ретиноваскулітів, нейроретинопатії та ретинітів різної етіології.
- Лазерний хірургічний апарат СМ-2002 (2004) на базі імпульсного Nd:YAG-лазера потужністю 100 Вт для хірургії доброякісних та злоякісних пухлин шляхом коагуляції, гіпертермії і деструкції патологічних утворень, а також стерилізації раневої поверхні направленим інфрачервоним високоінтенсивним випромінюванням.

В будівлі лабораторного корпусу працювала офтальмологічна клініка «КВЕЛТА-Мед» (скороч. від Квантово-електронні технології в медицині), де використовувалася лазерні офтальмологічні апарати ТОВ «Ніжинські лабораторії скануючих пристроїв».

### Навчальні прилади

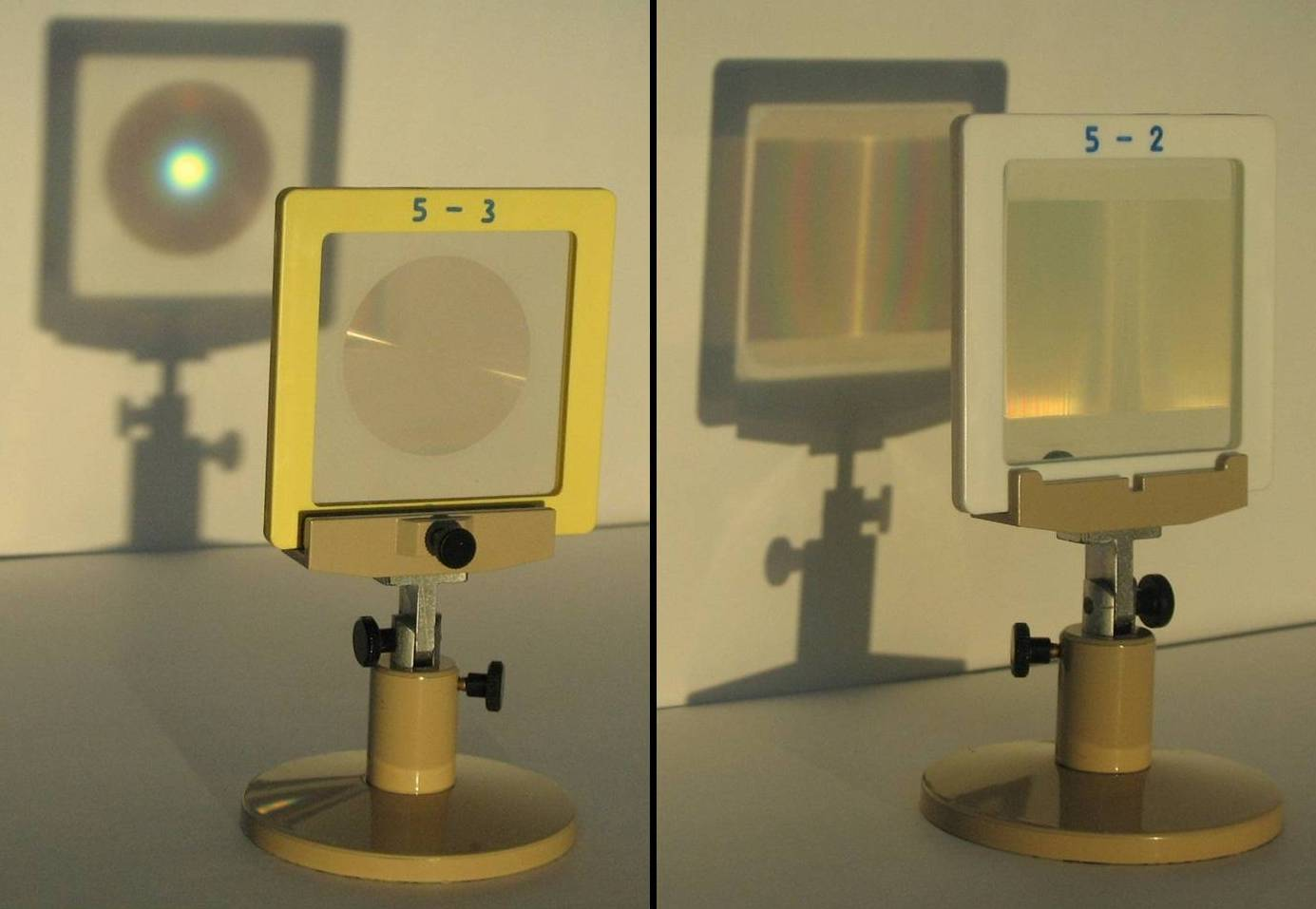
Демонстрація дії дифракційних сферичної та циліндричної лінз за допрмогою навчального приладу ЕСФЕ-1 «Оптика»

- Навчальний прилад «Елементи та системи фізичного експерименту» ЕСФЕ-1 «Оптика» (1993 р.) для проведення демонстраційного експерименту, практикумів та лабораторних занять з фізики в навчальних закладах різного рівня
- Навчальний прилад «Елементи та системи фізичного експерименту ЕСФЕ-2 «Електрорадіотехніка» (1997 р.) для проведенні демонстраційного експерименту, практикумів та лабораторних занять з фізики в навчальних закладах різного рівня

### Гумотехніка
Кульки повітряні латексні, піпетка медична латексна, трубка ніпельна, скакалка гімнастична, шайба для хокею, еспандер кистьовий, накладки для лиж, рибальська гумка, вудка донна, шланг для поливання, пластина технічна, ущільнювач для скла, килимки гумові, соска для відгодівлі телят тощо.  

### Технології відновлювальної енергетики
- Вітротурбінна гідроакумулювальна електростанція
- Вітротурбінна гідроакумулювальна електростанція на основі руслово-греблевої ГЕС
- Безгреблева гідроелектростанція
- Безгреблева гідроелектростанція на основі напівзанурених гідротурбін
- Безгреблева гідроелектростанція на основі занурених гідротурбін
- Теплопостачання з відновлюваних джерел енергії
- Вітротурбінна теплоелектростанція
- Багатосекційна вітротурбінна теплоелектростанція
- Вітротурбінна система енергопостачання зерносховища
- Вітротурбінна система енергопостачання теплиці
- Вітротурбінна система енергопостачання фрукто-овочесховища